# Радіоастрономія
Радіоастрономія — розділ астрономії, що вивчає космічні об'єкти шляхом дослідження їх електромагнітного випромінювання в діапазоні радіохвиль. Радіоастрономія виникла в 30-х роках 20-го століття, із появою перших радіотелескопів.

## Історія

Й. С. Шкловський вперше в СРСР прочитав курс радіоастрономії (1953—54 рр.)

Припущення про існування радіовипромінювання Сонця висловлювались ще наприкінці XIX століття. Однак космічне радіовипромінювання на хвилі 14,6 м вперше випадково виявив 1931 року американський астроном Карл Янський. Його вважають засновником радіоастрономії. У 1942 було виявлено радіовипромінювання Сонця, 1945 — Місяця, 1946 відкрито перше дискретне джерело радіовипромінювання в сузір'ї Лебедя. Інтенсивний розвиток радіоастрономії пов'язаний з розробкою у другій половині XX століття чутливих приймачів радіосигналів і побудовою великих антенних систем, що дало змогу сконструювати досконалі радіотелескопи. Радіоджерелами є як об'єкти, що були відомі раніше — галактики, хмари іонізованого (H II) і нейтрального (НІ) Гідрогену, емісійні туманності, Сонце та інші зорі, планети Сонячної системи — так і об'єкти, що були виявлені саме завдяки радіоастрономії: радіогалактики, квазари, реліктове випромінювання, пульсари тощо.

## Астрономічні радіоджерела
Залежно від об'єктів дослідження радіоастрономію умовно поділяють на сонячну, планетну, галактичну та метагалактичну (позагалактичну). 
Радіовипромінювання космічних об'єктів може мати теплову природу або визначатись нерівноважними процесами в космічній плазмі, зокрема, магнітогальмівним (синхротронним) випромінюванням. Джерелами теплового радіовипромінювання є, наприклад, планети Сонячної системи, зони H II, емісійні туманності. Синхротронне випромінювання спостерігається у квазарів, радіогалактик, залишків наднових зір та інших об'єктів, воно завжди поляризоване. Спектр космічного радіовипромінювання, крім неперервного, може бути й лінійчастим. Джерела радіоліній — міжзоряний Гідроген і щільні хмари дифузної речовини в нашій та інших галактиках.

## Цікаві факти
- Польський радіоастроном Александр Волщан, який спостерігав в обсерваторії Аресібо за відкритим ним же пульсаром, вперше беззаперечно довів існування екзопланет[джерело?].